# Związek gmin Sulzbach
Związek gmin Sulzbach – związek gmin (niem. Gemeindeverwaltungsverband) w Niemczech, w kraju związkowym Badenia-Wirtembergia, w rejencji Stuttgart, w regionie Stuttgart, w powiecie Rems-Murr. Siedziba związku znajduje się w miejscowości Sulzbach an der Murr, przewodniczącym jego jest Dieter Zahn.
Związek zrzesza trzy gminy wiejskie:
- Großerlach, 2 488 mieszkańców, 27,14 km²
- Spiegelberg, 2 135 mieszkańców, 28,22 km²
- Sulzbach an der Murr, 5 311 mieszkańców, 40,11 km²